# بخش جفرسون (شهرستان لوگان، اوهایو)
بخش جفرسون (به انگلیسی: Jefferson Township) یک منطقهٔ مسکونی در ایالات متحده آمریکا است که در شهرستان لوگان، اوهایو واقع شده‌است.
 بخش جفرسون ۹۷٫۷۲ کیلومتر مربع مساحت و ۲٬۹۱۲ نفر جمعیت دارد و ۳۶۵٫۱۵ متر بالاتر از سطح دریا واقع شده‌است.